# Торонково
Торонково — деревня в Брейтовском районе Ярославской области. Входит в состав Брейтовского сельского поселения.

## География
Находится в северо-западной части Ярославской области на расстоянии приблизительно 7 км на юг по прямой от административного центра района села Брейтово.

## История
Была отмечена еще на карте 1798 года. В 1859 году здесь (деревня Мологского уезда Ярославской губернии) было учтено 30 дворов, в 1898 — 47.

## Население
Численность населения: 262 человека (1859 год), 13 (русские 100 %) в 2002 году, 13 в 2010.

### Известные жители
- Виноградова, Анна Ивановна (1917—2008) — бригадир откатчиков, Герой Социалистического Труда (1966).